# Seven Sudamericano Masculino 2025
El Seven Sudamericano de 2025 fue la decimoséptima edición del torneo de selecciones masculinas de rugby 7 organizado por la Sudamérica Rugby.
Se disputó entre el 24 y 25 de mayo en las instalaciones de la Complejo Deportivo Villa María del Triunfo de Lima, Perú, en paralelo al Seven femenino.
El torneo entregó dos plazas para el Challenger Series 2026.

## Equipos participantes
- Brasil
- Chile
- Colombia
- Costa Rica
- Ecuador
- Guatemala
- Honduras
- Paraguay
- Perú
- República Dominicana

## Fase de grupos

### Grupo A
| Pos | Países               | Partidos | Partidos | Partidos | Partidos | Tantos | Tantos | Tantos | Pts |
| Pos | Países               | J        | G        | E        | P        | PF     | PC     | DP     | Pts |
| --- | -------------------- | -------- | -------- | -------- | -------- | ------ | ------ | ------ | --- |
| 1   | Chile                | 4        | 4        | 0        | 0        | 185    | 19     | +166   | 12  |
| 2   | República Dominicana | 4        | 2        | 0        | 2        | 91     | 81     | +10    | 6   |
| 3   | Perú                 | 4        | 2        | 0        | 2        | 69     | 64     | +5     | 6   |
| 4   | Paraguay             | 4        | 2        | 0        | 2        | 86     | 97     | -11    | 6   |
| 5   | Ecuador              | 4        | 0        | 0        | 4        | 29     | 199    | -170   | 0   |

#### Partidos
| 24 de mayo | Chile | 40 - 12 | República Dominicana |  |  |

| 24 de mayo | Paraguay | 45 - 24 | Ecuador |  |  |

| 24 de mayo | Chile | 66 - 0 | Ecuador |  |  |

| 24 de mayo | Paraguay | 10 - 14 | Perú |  |  |

| 24 de mayo | Chile | 52 - 7 | Paraguay |  |  |

| 24 de mayo | Perú | 17 - 22 | República Dominicana |  |  |

| 25 de mayo | Paraguay | 24 - 7 | República Dominicana |  |  |

| 25 de mayo | Perú | 38 - 5 | Ecuador |  |  |

| 25 de mayo | Ecuador | 0 - 50 | República Dominicana |  |  |

| 25 de mayo | Chile | 27 - 0 | Perú |  |  |

### Grupo B
| Pos | Países     | Partidos | Partidos | Partidos | Partidos | Tantos | Tantos | Tantos | Pts |
| Pos | Países     | J        | G        | E        | P        | PF     | PC     | DP     | Pts |
| --- | ---------- | -------- | -------- | -------- | -------- | ------ | ------ | ------ | --- |
| 1   | Colombia   | 4        | 4        | 0        | 0        | 229    | 12     | +217   | 12  |
| 2   | Brasil     | 4        | 3        | 0        | 1        | 152    | 36     | +116   | 9   |
| 3   | Costa Rica | 4        | 2        | 0        | 2        | 60     | 122    | -62    | 6   |
| 4   | Guatemala  | 4        | 1        | 0        | 3        | 53     | 161    | -108   | 3   |
| 5   | Honduras   | 4        | 0        | 0        | 4        | 24     | 189    | -165   | 0   |

#### Partidos
| 24 de mayo | Brasil | 53 - 0 | Honduras |  |  |

| 24 de mayo | Colombia | 55 - 0 | Costa Rica |  |  |

| 24 de mayo | Brasil | 41 - 5 | Costa Rica |  |  |

| 24 de mayo | Colombia | 77 - 0 | Guatemala |  |  |

| 24 de mayo | Guatemala | 36 - 5 | Honduras |  |  |

| 24 de mayo | Brasil | 5 - 26 | Colombia |  |  |

| 25 de mayo | Guatemala | 12 - 26 | Costa Rica |  |  |

| 25 de mayo | Colombia | 71 - 7 | Honduras |  |  |

| 25 de mayo | Costa Rica | 29 - 17 | Honduras |  |  |

| 25 de mayo | Brasil | 53 - 5 | Guatemala |  |  |

## Fase final

### Noveno puesto
| 25 de mayo | Ecuador | 41 - 7 | Honduras |  |  |

### Séptimo puesto
| 25 de mayo | Paraguay | 34 - 14 | Guatemala |  |  |

### Quinto puesto
| 25 de mayo | Perú | 31 - 12 | Costa Rica |  |  |

### Tercer puesto
| 25 de mayo | República Dominicana | 0 - 36 | Brasil |  |  |

### Final
| 25 de mayo | Chile | 10 - 12 | Colombia |  |  |

| Bandera de Colombia |
| Campeón Colombia    |
| Primer título       |